# アコマ医科工業
アコマ医科工業株式会社（アコマいかこうぎょう）は東京都文京区に本社を置く、麻酔器・人工呼吸器を中心とした医療機器の製造・販売を行う企業である。

## 沿革
- 1921年（大正10年）：安藤駒太郎が東京市本郷（現在の東京都文京区本郷）に医科器械商として創業。
- 1927年（昭和2年）：国産初のアネロイド型血圧計の製造に成功、「アコマ血圧計」として発売開始。血圧計といえばアコマ、といわれるほどの看板商品に。
- 1931年（昭和6年）:安藤駒太郎が考案した〈ACOMA〉のブランド名とロゴマークを正式に登記。
- 1939年（昭和14年）：合資会社安藤駒太郎商店に改組。
- 1943年（昭和18年）：製造部門であるアコマ医療電機株式会社設立。
- 1948年（昭和23年）：合資会社安藤駒太郎商店とアコマ医療電機株式会社を合併し、アコマ医科工業株式会社を設立。
- 1955年（昭和30年）：アコマトリクロール麻酔器を発売。
- 1961年（昭和36年）：本社ビル完成。
- 1973年（昭和48年）：創業者・安藤駒太郎逝去。安藤俊治が代表取締役社長に就任。
- 1975年（昭和50年）：アネスピレータ(R) KMA—1300を販売。
- 2001年（平成13年）：安藤俊治の後を受け、安藤俊和が代表取締役社長に就任。創業80周年を迎える。
- 2009年（平成21年）：安藤俊治逝去。
- 2011年（平成23年）：創業90周年を迎える。
- 2012年（平成24年）：本社建替に伴い、東京営業所(現 東関東営業所、南関東営業所)、北関東営業所が川口に移転。営業所を統合し、首都圏営業部とし、より一層の業務向上を図る。本社建替の為、仮事務所へ移転。
- 2016年（平成28年）：新本社ビル完成。

## 事業所
- 本社
- 営業所：札幌出張所、東北営業所、北関東営業所（埼玉県さいたま市）、東関東営業所(東京都江東区)、南関東営業所（東京都品川区）、中京営業所、大阪営業所、四国出張所、広島営業所、福岡営業所、鹿児島出張所
- 研究開発部（さいたま市）
- 大宮工場（さいたま市）